# Wysoczyzna Rawska
Wysoczyzna Rawska (318.83) – kraina geograficzna w południowo-wschodniej części Niziny Mazowieckiej w obszarze Wzniesień Południowomazowieckich.
Wysoczyzna Rawska położona jest po wschodniej stronie doliny Rawki, na terenach województw mazowieckiego i łódzkiego. Typową formą rzeźby terenu na jej obszarze są równiny urozmaicone pagórkami morenowymi i dolinami rzecznymi. Wysokość bezwzględna waha się tu od 150 do 210 m n.p.m.
Powstanie wysoczyzny związane jest z działalnością lądolodu z okresu zlodowacenia środkowopolskiego stadiału Warty.